# Steven Price (compositeur)
Pour les articles homonymes, voir Steven Price.
Steven Price, aussi connu sous le pseudonyme de Steve Price, est un compositeur et musicien britannique né le 22 avril 1977 à Nottingham.

## Biographie
La passion de Steven Price pour la musique débute très tôt: il commence la guitare dès l'âge de cinq ans, puis étudie à l'Emmanuel College (Cambridge) dont il sort diplômé avec mention.
Après ses études de musique, il commence sa carrière en 1996 comme mixeur musique et ingénieur son. Il travaille dans le studio londonien d'Andy Gill, guitariste et producteur de Gang of Four. Il y est programmeur, contribue aux arrangements des cordes et joue sur des albums aux côtés d'artistes tels que Michael Hutchence et Bono.
Price travaille ensuite comme programmeur, arrangeur et interprète pour le compositeur de musique de film Trevor Jones. Il fournit ainsi des musiques additionnelles pour la série télévisée "Dinotopia", pour les films "Treize jours" de Roger Donaldson, "La Ligue des Gentlemen Extraordinaires" de Stephen Norrington, "Le Tour du monde en 80 jours" de Frank Coraci et "Crossroads" de Tamra Davis, pour lequel il a également été guitariste solo en compagnie du London Symphony Orchestra.
À la suite d'une recommandation d'Abbey Road Studios, il attire l'attention d'Howard Shore et collabore comme monteur musique sur la trilogie du "Seigneur des Anneaux" de Peter Jackson. Il travaille ensuite, toujours en tant que monteur musique, sur "Batman Begins", composé par James Newton Howard et Hans Zimmer en 2005, ce qui lui vaut une nomination aux Golden Reel Award. Il collabore également avec le compositeur de film Nigel Godrich sur "Scott Pilgrim".
Il compose par ailleurs de la musique pour des campagnes publicitaires, au Royaume-Uni comme aux États-Unis.
Après avoir composé des musiques additionnelles pour "Pirate Radio" de Richard Curtis, il compose la musique originale de son premier projet, "Attack the Block" de Joe Cornish, récompensée par un Austin Film Critics Association Award et par le Prix de la Meilleure Musique au Festival de Sitges. Il compose ensuite en 2013 la musique "The World End" ("Le Dernier Pub avant la fin du monde") d'Edgar Wright et celle de "Gravity" d'Alfonso Cuarón, pour lequel il remporte l'Oscar de la meilleure musique originale, puis écrit la musique de "Fury" de David Ayer en 2014.
Steven Price a également collaboré avec Harry et Rupert Gregson-Williams, Patrick Doyle, George Fenton, Dario Marianelli, et Anne Dudley.

## Filmographie

### Compositeur

#### Cinéma
- 2011 : Attack the Block de Joe Cornish (co-compositeur avec Simon Ratcliffe et Felix Buxton)
- 2013 : Le Dernier Pub avant la fin du monde (The World's End) d'Edgar Wright
- 2013 : Gravity d'Alfonso Cuarón
- 2014 : Fury de David Ayer
- 2016 : Suicide Squad de David Ayer
- 2017 : Baby Driver d'Edgar Wright
- 2017 : American Assassin de Michael Cuesta
- 2018 : Ophélie (Ophelia) de Claire McCarthy
- 2018 : Blue (documentaire) de Keith Scholey et Alastair Fothergill
- 2019 : Le Parc des merveilles (Wonder Park) de Dylan Brown
- 2019 : The Aeronauts de Tom Harper
- 2020 : Archive de Gavin Rothery
- 2020 :  Voyage vers la Lune de Glen Keane et John Kahrs
- 2021 : Last Night in Soho d'Edgar Wright
- 2022 : My Policeman de Michael Grandage
- 2022 : Beast de Baltasar Kormákur
- 2023 : Agent Stone (Heart of Stone) de Tom Harper
- 2024 : Long Distance (Distant) de Josh Gordon et Will Speck
- 2025 : Heads of State d'Ilia Naïchouller

#### Télévision
- 2004 : Qui a tué Cléopâtre ? (The Mysterious Death of Cleopatra) (documentaire) de Lisa Harney
- 2005 : Angel of Death: The Beverly Allitt Story (téléfilm)
- 2014 : Believe (série télévisée) (13 épisodes)
- 2014 : Poppies (téléfilm)
- 2015 : Prédateurs (The Hunt) (mini-série documentaire) de David Attenborough
- 2019 : Notre planète (Our planet) (série documentaire)
- 2021 : Tokyo 2020 Olympics Theme pour Eurosport[1]

#### Courts métrages
- 2006 : Sucking Is a Fine Quality in Women and Vacuum Cleaners de Nina Bradley
- 2013 : Aningaaq de Jonás Cuarón
- 2018 : Reflection de Mark Sanger

### Autres
- 2005 : Batman Begins de Christopher Nolan (collaboration avec Hans Zimmer et James Newton Howard, montage de la musique)
- 2006-2009 : Robin des Bois (Robin Hood) (série télévisée) (montage de la musique)
- 2009 : Good Morning England de Richard Curtis (montage de la musique, musique additionnelle)
- 2010 : Nanny McPhee et le Big Bang (Nanny McPhee and the Big Bang) de Susanna White (montage de la musique)
- 2010 : Scott Pilgrim (Scott Pilgrim vs. the World) d'Edgar Wright (montage de la musique, musique additionnelle)
- 2011 : Paul de Greg Mottola (montage de la musique)
- 2011 : Johnny English, le retour (Johnny English Reborn) d'Oliver Parker (montage de la musique)
- 2012 : Marley (documentaire) de Kevin Macdonald (musique additionnelle)

## Discographie
- 21 d'Adele (2011) en tant qu'ingénieur du son
- Gravity (2013) : musique originale du film Gravity, 1 CD Silvia screen records ltd SILCD 1441, Water Tower music.
- To the Bone (album de Steven Wilson) (2017)  en tant qu'ingénieur du son

## Distinctions
- Gravity
  - Dallas-Fort Worth Film Critics Association Awards 2013 : Meilleure musique de film
  - Houston Film Critics Society Awards 2013 : Meilleure musique de film
  - Critics' Choice Movie Awards 2014 : Meilleure musique de film
  - Satellite Awards 2014 : Meilleure musique de film
  - Oscars 2014 : Meilleure musique de film
  - British Academy Film Awards 2014 : Meilleure musique de film